# Миньо, Клодина Франсуаза
Клодина Франсуаза Миньо (фр. Claudine Françoise Mignot; 20 января 1624, Мелан — 30 ноября 1711), известная просто как Мария (фр. Marie), — французская авантюристка.
Она родилась в Мелане, в окрестностях французского города Гренобль. Шестнадцатилетней девушкой увлёкся секретарь Пьера де Порте д’Амблерье, казначея провинции Дофине. Д’Амблерье пообещал содействовать их браку, но вместо этого сам женился на ней 29 июля 1640 года, оставил ей свое состояние после смерти.
Это решение было оспорено семьёй казначея, и Клодине пришлось отправиться в Париж в 1653 году, чтобы обеспечить исполнение воли своего покойного супруга. Она искала защиты у Франсуа де л’Опиталя, маршала Франции, которому тогда было 75 лет. Он женился на ней 25 августа 1653 года, спустя всего неделю после знакомства. Л’Опиталь скончался 20 апреля 1660 года, прожив с ней в браке семь лет и завещав ей часть своего состояния. У них был один сын, умерший в возрасте двух-трёх лет.
В третий раз Миньо вышла 14 сентября 1672 года за Яна II Казимира, бывшего короля Польши, на этот раз брак был морганатическим. Через несколько недель он внезапно скончался, оставив Клодине огромное, уже третье в её жизни, состояние. В завещании, составленном 12 декабря 1672 года в Невере, Ян II Казимир называл себя её должником. У них осталась одна дочь Мария Екатерина (1670 — после 1672), которой отец завещал 15 000 ливров и просил её вступить в орден посещения Пресвятой Девы Марии.
Солидное состояние, таланты, образование, получаемое ей самостоятельно ещё со времен первого замужества, обеспечили Миньо видное место и хорошую репутацию в парижском обществе. В конце жизни она удалилась в кармелитский монастырь, где и скончалась 30 ноября 1711 года. История её жизни, очень изменённая, легла в основу сюжета пьесы Жан-Франсуа Баяра и Поля Дюпора «Мария Миньо» (1829).